# Економічна і соціальна комісія ООН для Азії та Тихого океану

Карта країн-членів Економічної та соціальної комісії ООН для Азії та Тихого океану.

Економічна та соціальна комісія ООН для Азії та Тихого океану (ЕСКАТО) є однією з п'яти регіональних комісій під юрисдикцією Економічної та соціальної ради ООН. Вона була створена з метою підвищення економічної активності в Азії та на Далекому Сході, а також для сприяння економічним відносинам між регіоном та іншими регіонами світу.
Комісія складається з 53 держав-членів і дев’яти асоційованих членів, переважно з Азійсько - Тихоокеанського регіонів. Окрім країн Азії та Тихоокеанського регіону, до складу комісії входять Франція, Нідерланди, Велика Британія та США.
У регіоні, який охоплює комісія, проживає 4,1 мільярда людей, або дві третини населення світу, що робить ЕСКАТО найповнішою з п’яти регіональних комісій ООН.

## Історія
Комісія була вперше заснована Економічною та соціальною радою 28 березня 1947 року як Економічна комісія ООН для Азії та Далекого Сходу (ECAFE) для надання допомоги у післявоєнній економічній відбудові. Його основним мандатом було «ініціювання та участь у заходах для сприяння узгодженим діям для економічної реконструкції та розвитку Азії та Далекого Сходу».
1 серпня 1974 року Економічна та соціальна рада перейменувала комісію на Економічну та соціальну комісію для Азії та Тихого океану (ESCAP), щоб відобразити економічні та соціальні аспекти роботи Комісії, а також географічне розташування її членів.

## Держави-члени
Загалом існує 53 держави-члени, 3 з яких не входять до Азії чи Океанії

### Повноправні члени
Повноправними членами комісії є:
- Афганістан
- Вірменія
- Австралія
- Азербайджан
- Бангладеш
- Бутан
- Бруней
- Камбоджа
- КНР
- Північна Корея
- Фіджі
- Франція
- Грузія
- Індія
- Індонезія
- Іран
- Японія
- Казахстан
- Кірибаті
- Киргизстан
- Лаос
- Малайзія
- Мальдіви
- Маршаллові Острови
- Федеративні Штати Мікронезії
- Монголія
- М'янма
- Науру
- Непал
- Нідерланди
- Нова Зеландія
- Пакистан
- Палау
- Папуа Нова Гвінея
- Філіппіни
- Південна Корея
- Росія
- Самоа
- Сінгапур
- Соломонові Острови
- Шрі-Ланка
- Таджикистан
- Таїланд
- Східний Тимор
- Тонга
- Туреччина
- Туркменістан
- Тувалу
- Велика Британія
- США
- Узбекистан
- Вануату
- В'єтнам

### Асоційовані члени
Асоційованими членами комісії є:
- Американське Самоа
- Нова Каледонія
- Французька Полінезія
- Гуам
- Північні Маріанські Острови
- Гонконг
- Макао
- Острови Кука
- Ніуе